# Onychopygia panamensis
Onychopygia panamensis är en insektsart som beskrevs av Max Beier 1962. Onychopygia panamensis ingår i släktet Onychopygia och familjen vårtbitare. Inga underarter finns listade i Catalogue of Life.